# Forest Heights (Maryland)
Forest Heights es un pueblo ubicado en el condado de Prince George en el estado estadounidense de Maryland. En el Censo de 2010 tenía una población de 2.447 habitantes y una densidad poblacional de 1.960,15 personas por km².

## Geografía
Forest Heights se encuentra ubicado en las coordenadas 38°48′38″N 76°59′58″O / 38.81056, -76.99944. Según la Oficina del Censo de los Estados Unidos, Forest Heights tiene una superficie total de 1.25 km², de la cual 1.25 km² corresponden a tierra firme y (0%) 0 km² es agua.

## Demografía
Según el censo de 2010, había 2.447 personas residiendo en Forest Heights. La densidad de población era de 1.960,15 hab./km². De los 2.447 habitantes, Forest Heights estaba compuesto por el 11.85% blancos, el 75.36% eran afroamericanos, el 0.33% eran amerindios, el 3.92% eran asiáticos, el 0.12% eran isleños del Pacífico, el 5.8% eran de otras razas y el 2.62% pertenecían a dos o más razas. Del total de la población el 11.28% eran hispanos o latinos de cualquier raza.